# Sætherrindane
Die Sætherrindane sind hohe Felsvorsprünge im ostantarktischen Königin-Maud-Land. Im Kurzegebirge ragen sie unmittelbar südlich des Steinskaret auf.
Norwegische Kartographen, die sie auch benannten, kartierten sie anhand von Luftaufnahmen und Vermessungen der Dritten Norwegischen Antarktisexpedition (1956–1960). Namensgeber ist Håkon Sæther (* 1906), der bei dieser Forschungsreise zwischen 1956 und 1957 als Arzt tätig war.

## Gipfel
Die österreichischen Bergsteiger Christoph Höbenreich, Karl Pichler und Paul Koller bestiegen im November 2009 drei Gipfel der Sætherrindane und schlugen Namen für diese und einen weiteren Gipfel vor.
| Nr. | Name             | Höhe   | Koordinaten         | Erstbesteigung    | Beschreibung                              |
| --- | ---------------- | ------ | ------------------- | ----------------- | ----------------------------------------- |
| 720 | Roteck           | 1687 m | 71° 51′ S, 8° 52′ O | 17. November 2009 | pyramidenförmiger rötlicher Felsvorsprung |
| 723 | Steirerturm      | 2170 m | 71° 52′ S, 8° 55′ O | 18. November 2009 | turmartige Bergspitze                     |
| 722 | Tiroler Spitze   | 2201 m | 71° 52′ S, 8° 55′ O | 18. November 2009 | schlanke turmartige Felsnadel             |
| 721 | Österreichspitze | 2177 m | 71° 52′ S, 8° 55′ O |                   |                                           |

Höbenreich schlug die Namen am 16. Februar 2010 dem Ständigen Ausschuss für geographische Namen (StAGN) der deutschsprachigen Staaten vor;
dieser billigte die Vorschläge am 28. April 2010, worauf sie am 1. Juni 2012 vom deutschen Nationalkomitee für das Scientific Committee on Antarctic Research (SCAR) und für das International Arctic Science Committee (ISAC) genehmigt und ans SCAR gemeldet wurden (Österreich ist erst seit 2016 assoziiertes Mitglied des SCAR).